# Dhau

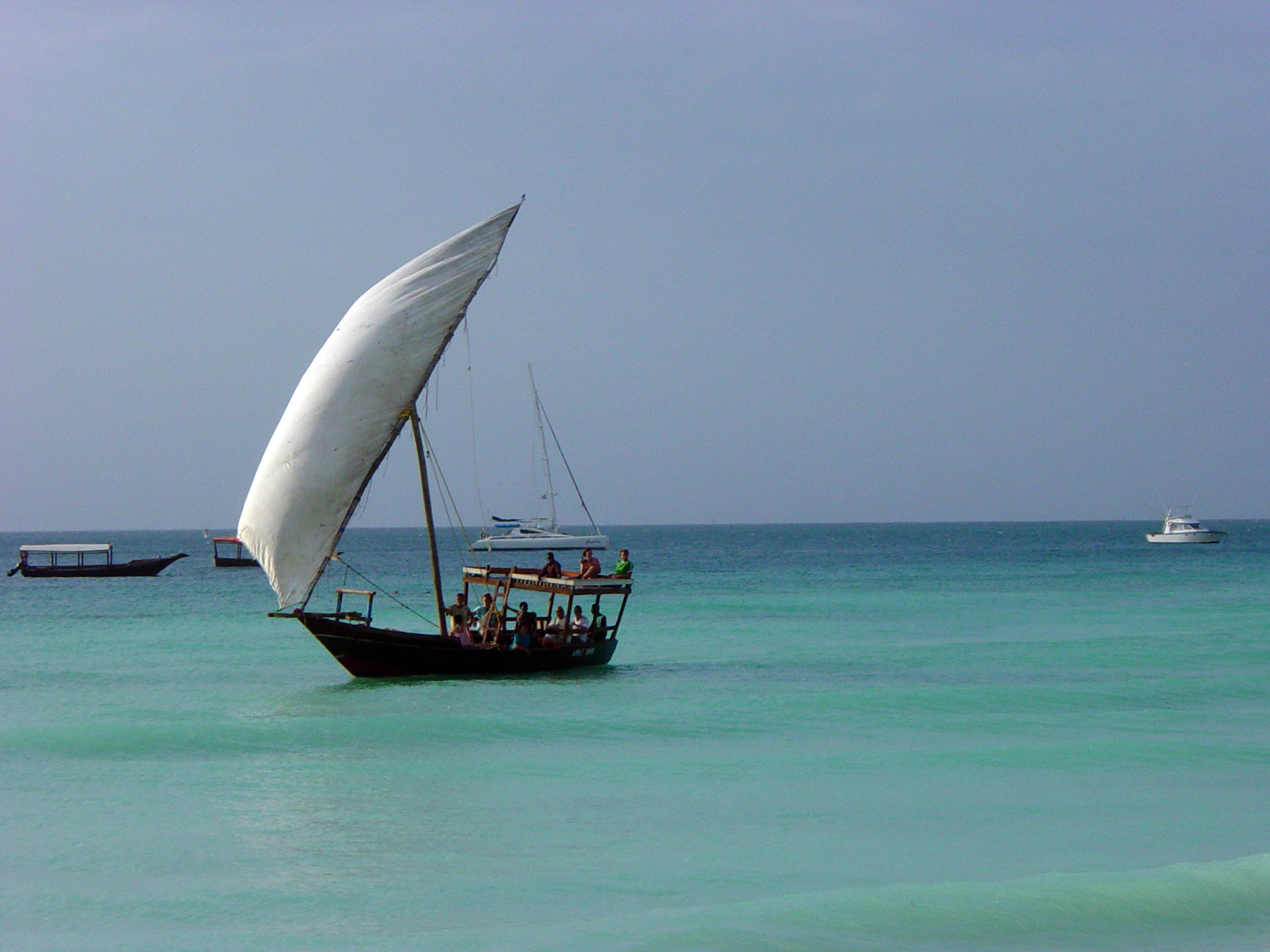
Menší plachetnice typu dhau

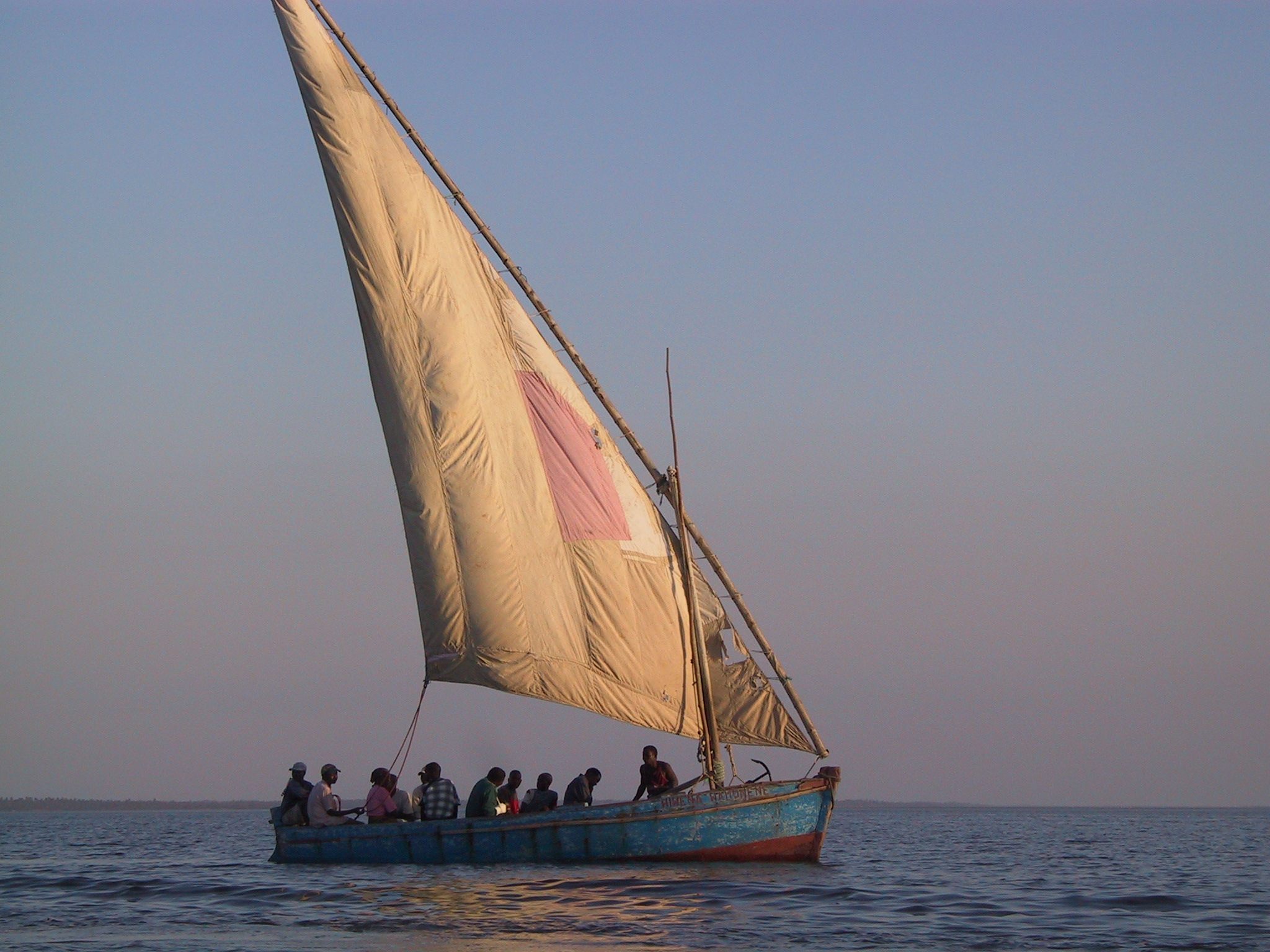
Průměrně veliká plachetnice dhau

Dhau, též dau (arabsky داو‎, anglický přepis dhow), je tradiční arabská plachetnice s jednou nebo více plachtami. Primárně byly a jsou využívány podél pobřeží Arabského poloostrova, Pákistánu, Indie a východní Afriky. Větší plachetnice obsluhuje posádka s asi třiceti muži, zatímco na ty menší stačí obvykle dvanáct mužů. Dhauje jsou mnohem větší než felúky (další typ arabské lodě), obvykle používané ve sladkých vodách Egypta, Súdánu nebo Iráku.
I přes svůj starobylý původ jsou tyto lodě stále ve velké míře používány v oblasti Perského zálivu, Rudého moře a podobně. Dhauje zajišťují obchodní cestu mezi Perským zálivem a východní Afrikou, přičemž plachta je jediný zdroj pohonu. Jejich nákladem jsou většinou datle a ryby do východní Afriky a mangrovové dřevo do zemí Perského zálivu. Často se plaví na jih s monzuny v zimě či brzy na jaře a zase zpět k Arábii koncem jara nebo začátkem léta.